# Igor Jevgeněvič Tamm
Igor Jevgeněvič Tamm (rusky И́горь Евге́ньевич Тамм, Igor Jevgeňjevič Tamm; 26. červnajul./ 8. července 1895greg. Vladivostok, Rusko – 12. dubna 1971 Moskva, SSSR) byl sovětský fyzik. Spolu s dalším sovětským fyzikem Iľjou Michajlovičem Frankem na základě klasické elektrodynamiky vypracoval přesnou teorii vzniku Čerenkovova záření. Za tuto práci obdržel v roce 1958 spolu s Pavlem Alexejevičem Čerenkovem a Iľjou Frankem Nobelovu cenu za fyziku.

## Biografie
V letech 1913–1914 studoval fyziku na univerzitě v Edinburghu. Po návratu do Ruska dokončil své studium v r. 1918 na Moskevské státní univerzitě a dále pokračoval v akademické a pedagogické kariéře na sovětských univerzitách a v Akademii věd SSSR (akademik od r. 1953). V letech 1920–1944 úzce spolupracoval s prof. Mandelštamem. Od r. 1934 byl šéfem teoretického oddělení v Ústavu L. N. Lebedova AV v Moskvě.
Ve svých pracích se zabýval mnoha teoretickými problémy, mimo jiné i teorií atomového jádra, otázkami teorie relativity a kvantové fyziky a fyzikou kosmického záření. Za svou práci na vysvětlení vzniku Čerenkovova záření obdržel v roce 1958 Nobelovu cenu za fyziku. Významné jsou i jeho práce týkající se řízené termonukleární reakce, na kterých spolupracoval s A. D. Sacharovem. Spolu s ním navrhl reaktor s řízenou termonukleární fúzí označovaný jako „TOKAMAK“. V poválečných letech se také velmi významně podílel na vývoji termojaderné zbraně.